# Мъдрост
Мъдростта е едно от достойнствата на човешката личност, подобно на героизма и красотата. Мъдростта е съчетание на жизнен опит, разум и интуиция. Мъдростта включва още проницателността, прозорливостта, способността за вникване и знанието за това, кое е добро и правилно .
Според Райс (1958) две традиции на мъдростта могат да бъдат разграничени в Ренесанса: съзерцателна и на благоразумието. Съзерцателните традиции каквито са традициите в манастирите наблягат върху съзерцанието върху собствения опит, като път към божественото: Августин от Хипон е ранна и влиятелна фигура в християнската линия на тази традиция. Дадената мъдрост или благоразумието като ценност е разпознато в културните, философски и религиозни източници на (благо)разумно и целенасочено приложение на знанието, което е най-ценено в обществото.[ неясно? ]

## Мъдростта в религията

### В Древен Египет
Богинята Сиа представлява персонификация на мъдростта или богиня на мъдростта в египетската митология.

### Юдаизъм
В юдаизма мъдростта е представена от Соломон, който моли Бог за мъдрост в 2 Летописи 1. Голяма част от Притчи Соломонови – книга с мъдри притчи, е приписвана на Соломон (както се разбира и от наименованието ѝ). В Притчи 1:7  и Притчи 9:10  страхопочитанието, благоговението към Яхве е наречено начало на мъдростта, а в Притчи 8:13  са приписани на самата Божия Премъдрост следните думи: „Страх Господен ще рече да мразиш злото; гордост и високомерие, лош път и коварни уста мразя.“

### Нов завет. Християнство
В християнството божията мъдрост е над светската и двете враждуват помежду си 1 Коринтяни 1:17.

### Индуизъм
В индуизма знанието произхожда от мъдреците и е постигнато от тях през хилядолетията. В тази религия Ганеша е бог на мъдростта, а Сарасвати е богиня на знанието.
Мъдростта за здравето се нарича аюрведа; според нея тялото и умът са едно.

### Будизъм
Основна статия: Мъдрост в Будизма
В Будизма мъдрият човек трябва да има добро поведение – на тялото, на речта, и на ума. (Ангутара-никая 3:2)

### Даоизъм
В даоизма мъдростта произтича от придържането към трите съкровища: милосърдието, простотата и скромността.
| Който е опознал хората, е умен; който е опознал себе си, е истински мъдър. Който владее хората, е силен; който владее себе си, е истински могъщ. (Дао Дъ Дзин, 33) |

## Мъдрост и философия
Думата "философия", както е известно, означава любов към мъдростта. Мъдреците дават отговори образци, които могат да служат за правила в живота. Те живеят по начин, който може да ги направи пример за останалите хора от общността. Мъдрецът е лаконичен, загадъчен, но отзивчив към страданието на хората, той често им помага в техните духовни търсения.

## Мъдреци
- Мойсей
- Сократ